# Ganten
Ganten (景田S, JǐngtiánP) è un marchio cinese di acqua minerale. Il marchio è di proprietà di Shenzhen Ganten Food & Beverage Co., Ltd, una società con sede a Shenzhen, nella provincia del Guangdong. Il sottomarchio più noto di "Ganten" è Baisuishan (百岁山S, bǎi suì shānP), o "Montagna dei cent'anni", utilizzato per uno dei prodotti di acqua in bottiglia dell'azienda. In Cina, l'acqua di Ganten proviene da Huizhou, nella provincia del Guangdong.

## Storia
Shenzhen Jingtian Food and Beverage Co., Ltd. è stata fondata nel 1992 a Shenzhen.
Tra il 2015 e il 2017, la quota di mercato di Shenzhen Ganten nel mercato di acqua in bottiglia cinese è cresciuta dal 2,4% al 3%.
Il nome latinizzato dell'azienda è "Ganten", un'approssimazione della pronuncia cantonese del nome dell'azienda, che si pronuncia "Jingtian" in mandarino. Utilizza una serie di sottomarchi per i suoi prodotti in cinese, tra cui lo stesso "Ganten" (景田), ma il marchio di prodotti più comunemente visto è "Baisuishan" o "Montagna dei cent'anni". La confezione del prodotto porta spesso il nome latinizzato "Ganten", ma non latinizza il marchio del prodotto. Di conseguenza, l'acqua in bottiglia a marchio "Baisuishan" viene chiamata fuori dalla Cina semplicemente "Ganten".

## Mercato Italiano
Il marchio Ganten è stato introdotto nel mercato italiano dopo un accordo di sponsorizzazione con la squadra di calcio Juventus FC, firmato nel 2017 fino al 2023. In Italia, l'azienda opera come Ganten Italia S.r.l., e il loro prodotto sgorga dalle Prealpi Lombarde, nel parco naturale dell'Alto Garda. I loro punti di vendita nel territorio italiano sono i supermercati Coop e Il Gigante.

## Pubblicità
Una serie di spot pubblicitari per Ganten Water è stata girata in Scozia. Sono stati tutti prodotti dalla casa produttrice Freakworks, con sede a Edimburgo: "Ganten: Mesmerise" (2013), girato a Edimburgo e "Ganten: Source", girato a Glasgow City Chambers, Stirling Castle, e Smoo Cave a Durness. Entrambi sono stati diretti da Hamish Allison e presentano la modella polacca Magdalena Zalejska. Anche il terzo della serie è stato girato a Edimburgo. Il quarto della serie è stato girato nel 2015 al Dean Village. Un altro spot pubblicitario, "Ganten: Pure", è stato girato al castello di Blairquhan. Un altro spot con Jing Tian e Donny Lewis è stato girato al castello di Winton.

## Sponsorizzazioni
- Torneo di tennis dell'Australian Open, dal 2018.[17]
- Chinese Super League (calcio), dal 2017
- Juventus FC, dal 2017
- FIVB (Fédération Internationale de Volleyball), dal 2018.[3][18]
- FIBA (Federazione Internazionale di Pallacanestro), dal 2018[19]
- Nazionale di basket della Serbia
- Nazionale di pallavolo femminile della Serbia